# Гагестейн
Гагестейн (нід. Hagestein) — село в нідерландській провінції Утрехт. Входить до муніципалітету Вейфгеренланден.
Його площа становить 8,03 км², а населення станом на 2021 рік складало 1 460 осіб.
Перша згадка про населений пункт датується 1228 роком.
До 1986 року мало статус окремого муніципалітету.

## Галерея

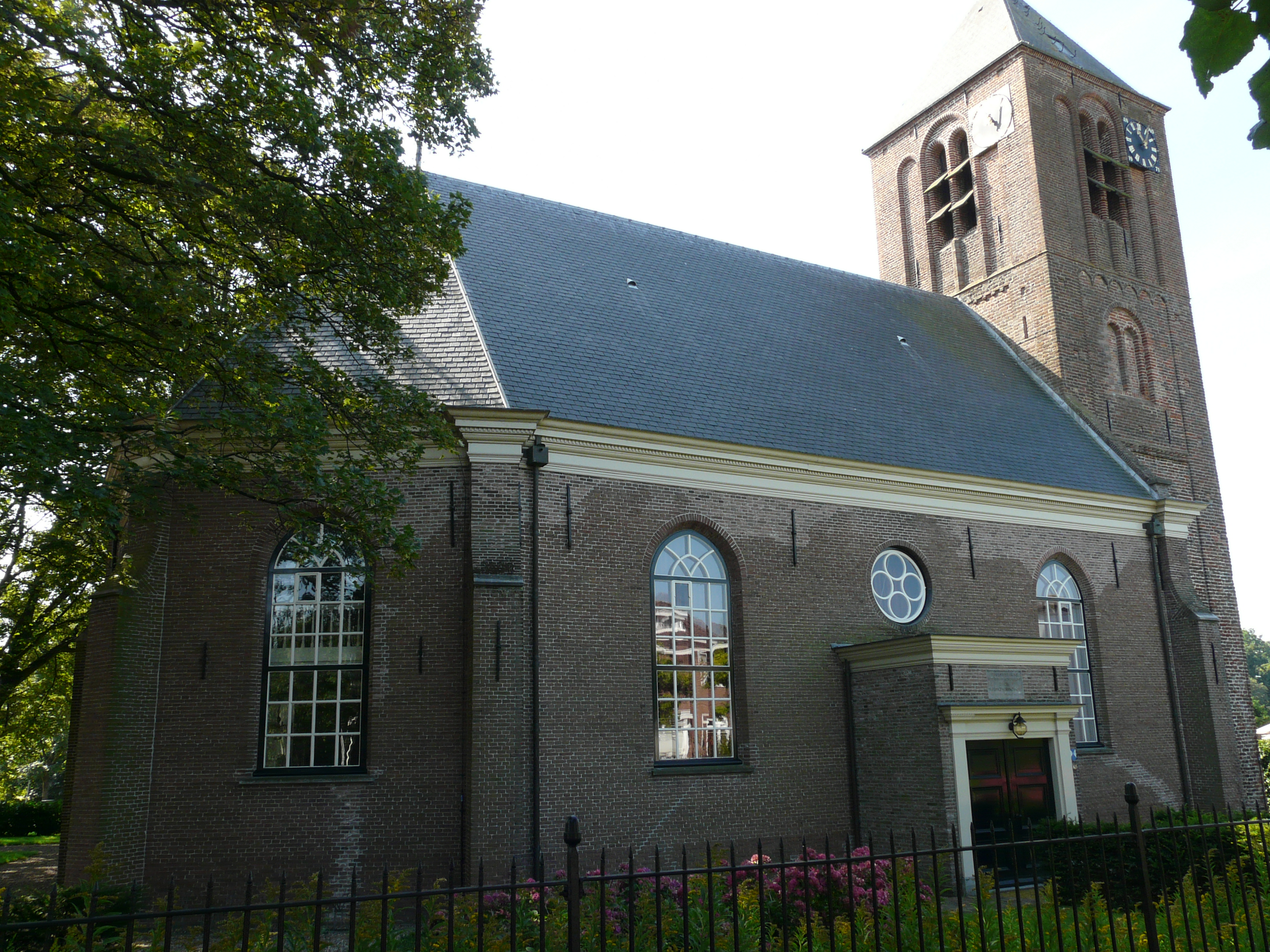
Реформистська церква
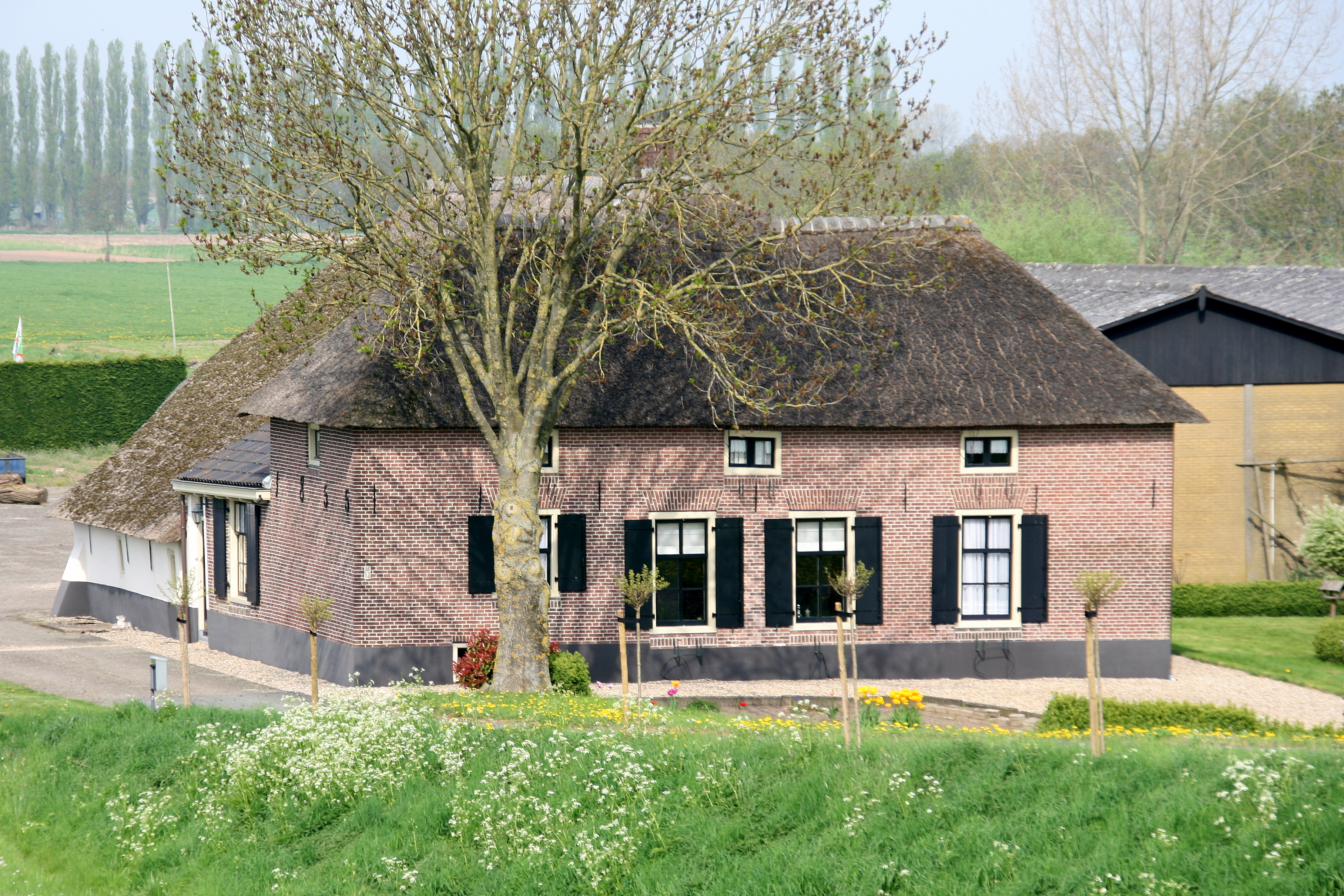
Ферма у Гагестейн
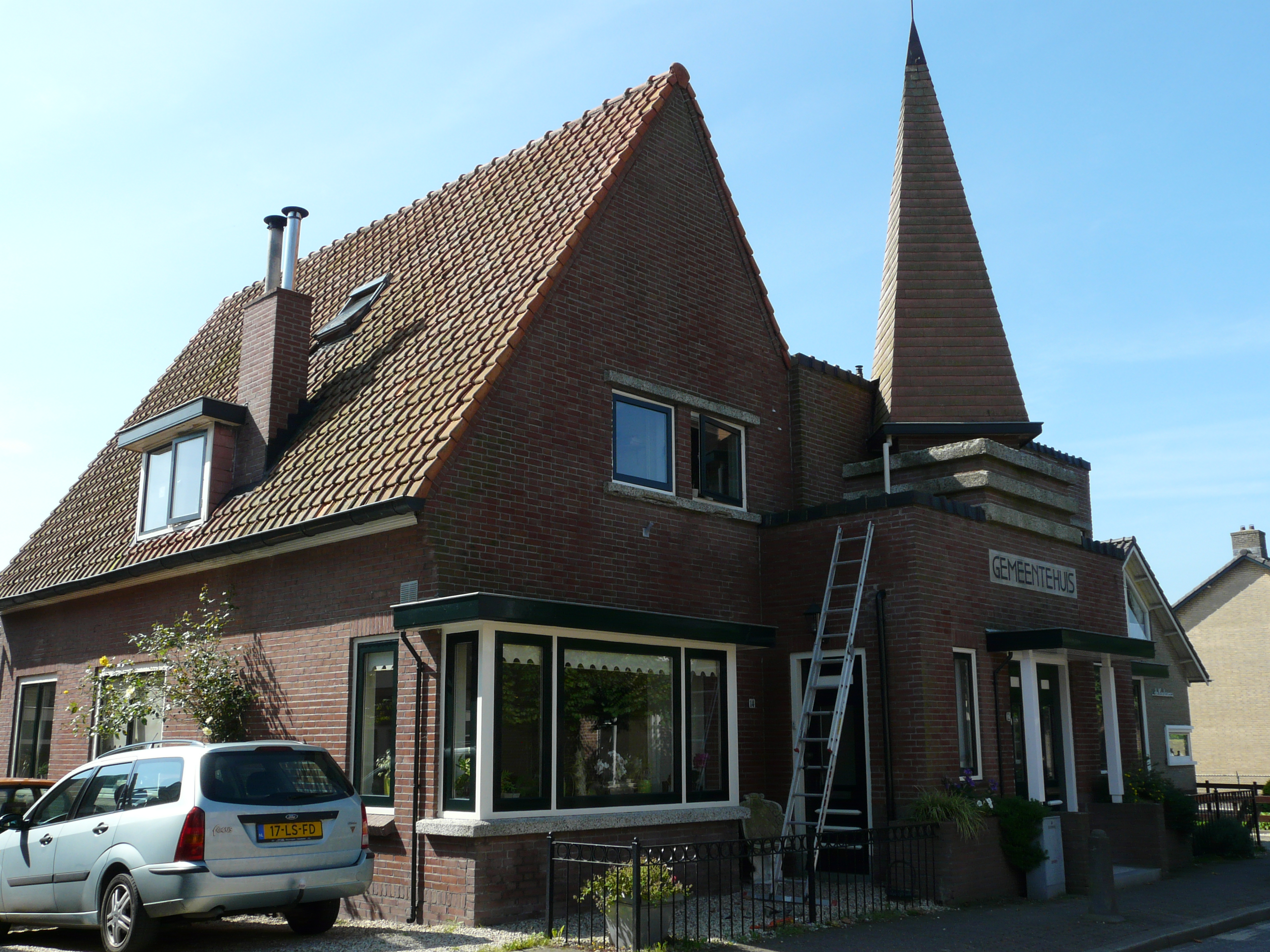
Будівля колишньої мерії
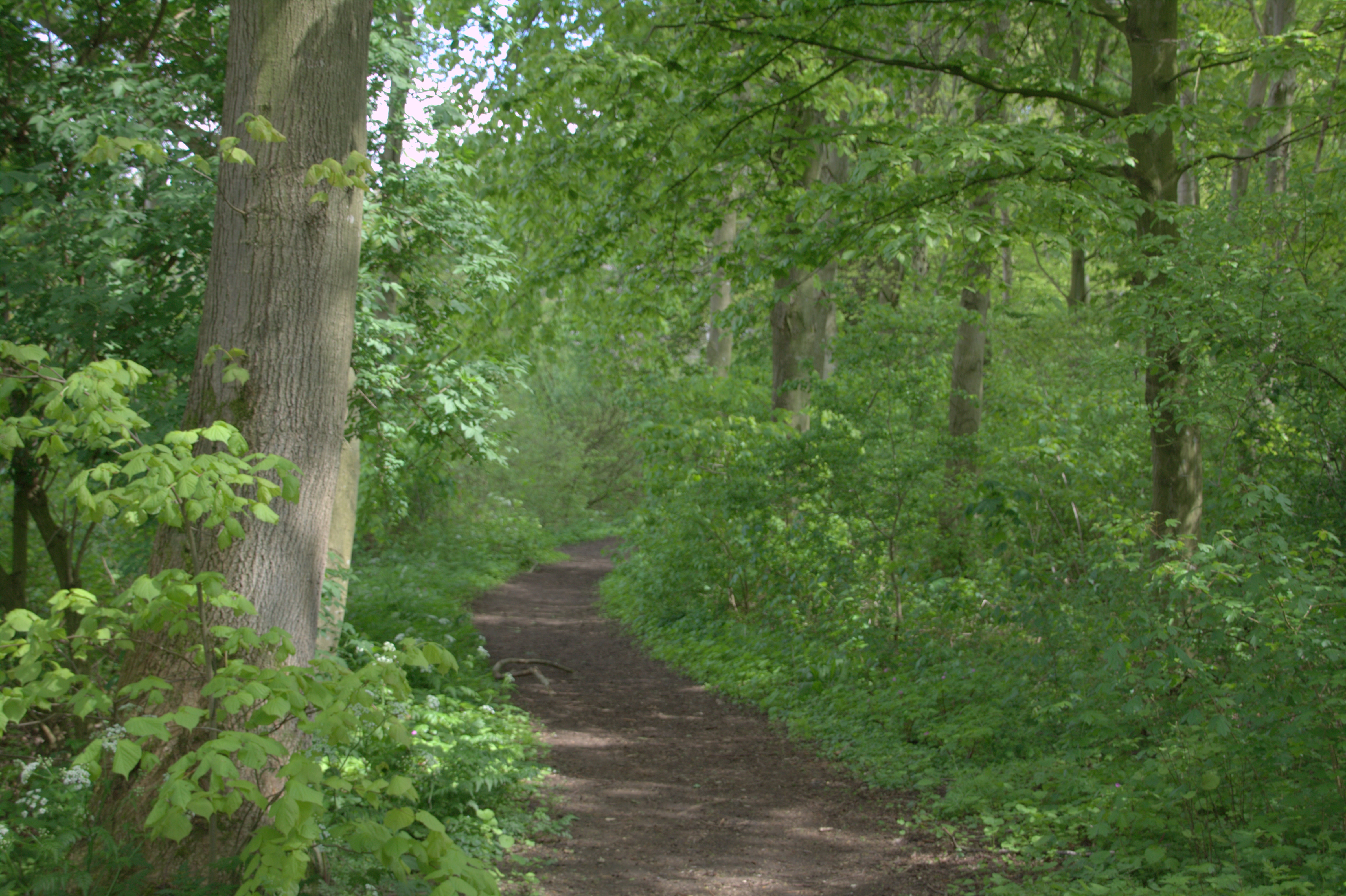
Ліси поблизу Гагестейна